# Kalibek
Kalibek je slané bezodtoké jezero v Severokazachstánské oblasti v Kazachstánu. Leží v Išimské stepi 100 km severovýchodně od města Kokčetau. Má rozlohu 110 km², délku 17 km a šířku 7 km.

## Pobřeží
Pobřeží je nízké a mírně skloněné.

## Vodní režim
Zdroj vody je převážně sněhový.